# Rétroprojecteur (vidéo)

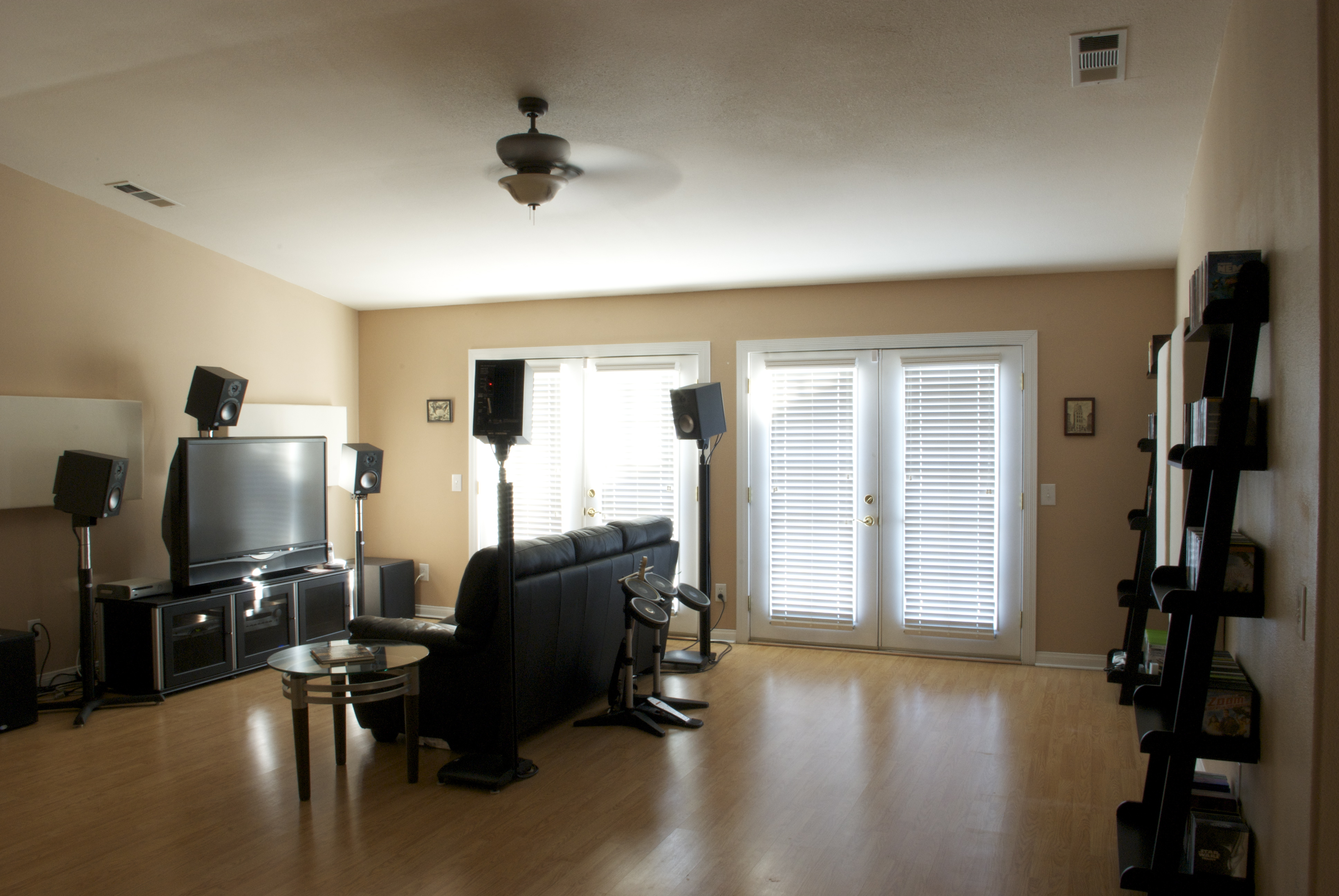
Installation typique de Home cinéma grand public des années 1990, avec en son centre, un rétroprojecteur et autour, un système audio de type Surround.

Le rétroprojecteur vidéo ou téléviseur à rétro-projection est un appareil d'affichage d'images de télévision ou de sources vidéo. À ne pas confondre avec le diascope ou rétroprojecteur optique lequel est un dispositif permettant de projeter sur un mur ou un écran mural, des documents ou des images réalisées sur des supports transparents.
Parmi ses composants électroniques et optiques, le rétroprojecteur contient un vidéoprojecteur, lequel affiche sur un écran de verre dépoli, l'image de la source vidéo ou de la chaîne de télévision sélectionnée, dont les signaux sont captés par un module récepteur-démodulateur intégré. Le rétroprojecteur équipé de haut-parleurs ou d'enceintes audio, permet de restituer les signaux sonores associés à la source.
Inventé dès les débuts de la télévision électronique dans les décennies 1920 et 1930, le rétroprojecteur connaît un certain succès commercial à partir des années 1970, principalement pour bénéficier d'une image de dimension supérieure au téléviseurs ou écran cathodique dont l'industrialisation est plus complexe et plus coûteuse à produire. À partir des années 1990, grâce à ses performances supérieures, à sa compacité, à sa facilité d'utilisation et d'installation, l'écran plat remplace progressivement le rétroprojecteur.

## Fonctionnement
Dans le rétroprojecteur vidéo, un ou un ensemble de tubes cathodiques ou un vidéoprojecteur est dissimulé à l'intérieur d'un meuble ou d'un coffrage plastique ; un dispositif optique complémentaire focalise et agrandit la source lumineuse vidéo afin de la projeter sur la face intérieure d'un écran dépoli, éventuellement doté d'une optique de fresnel. Le signal vidéo projeté doit donc être inversé horizontalement pour qu'il puisse s'afficher correctement à l'écran.
Certains rétroprojecteurs couleur sont dotés de trois tubes de projection vidéo sur le principe de la reproduction RVB (rouge, vert, bleu) de l'image vidéo en couleur.

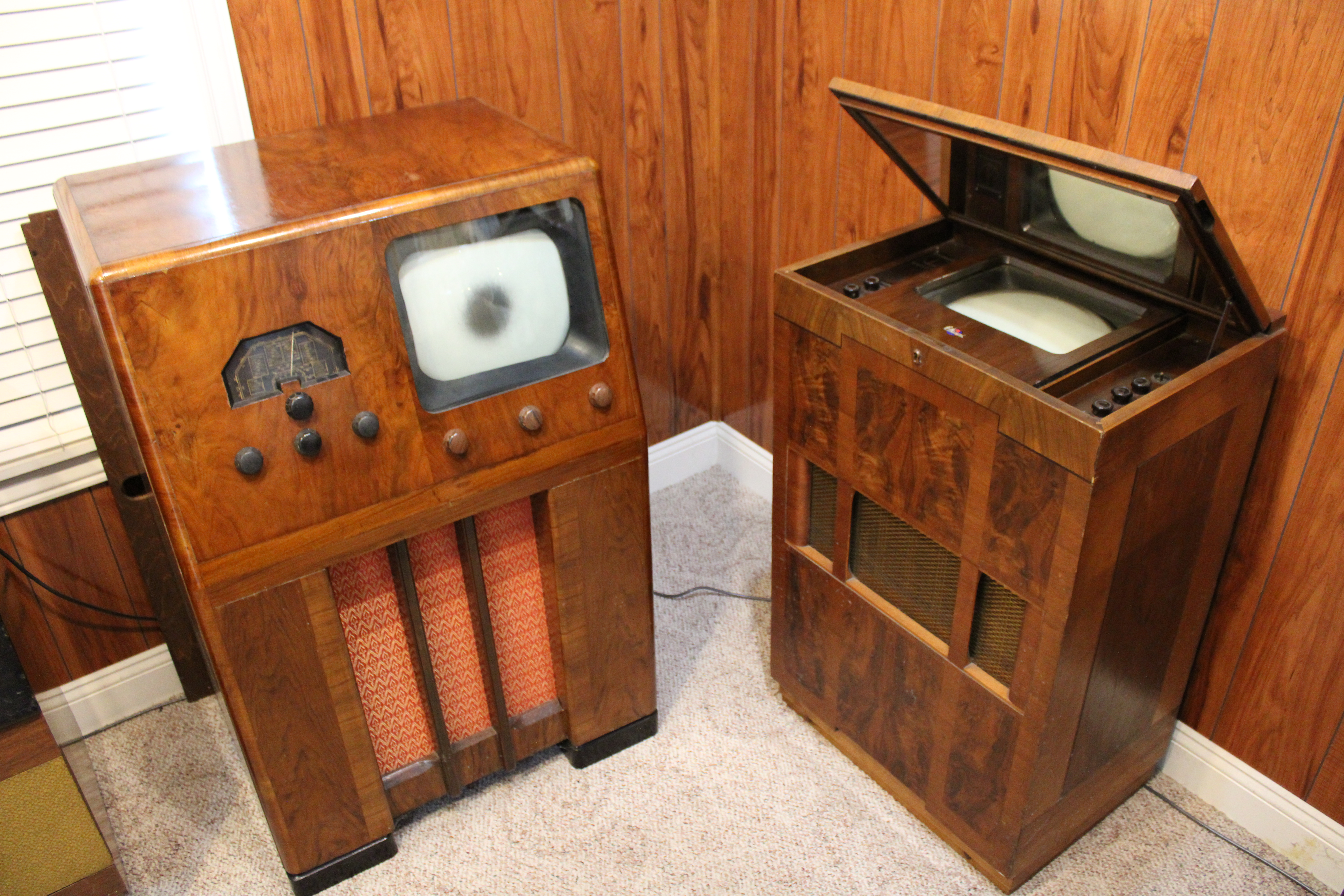
Les premiers téléviseurs commercialisés dans les années 1930 exploitent souvent un système à miroir qui reflète l'image du tube cathodique dissimulé dans le meuble.

Le principal avantage du rétroprojecteur consiste à afficher une taille d'image significativement supérieure à celle des téléviseurs conventionnels commercialisés à la même période.

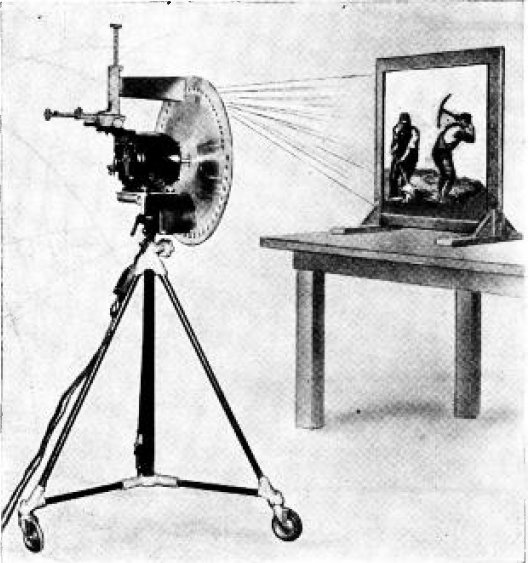
Les premiers téléviseurs exploitent un verre dépoli pour visionner l'image du côté opposé au projecteur.

Apparus dès le développement de la télévision électronique au début des années 1930, les rétroprojecteurs sont commercialisés jusqu'au milieu des années 2000 puis progressivement abandonnés par les fabricants, notamment au profit des écrans plats géants et des vidéoprojecteurs.
Les inconvénients du rétroprojecteur concernent principalement les dimensions et le poids de l'appareil, la qualité subjective de l'image affichée ou encore son coût généralement supérieur à celui d'un téléviseur, sa consommation électrique ainsi que pour certains modèles, la complexité de certains réglages (symétrie, convergence, étalonnage couleur, focalisation).

## Histoire
Avant l'apparition des écrans cathodiques et avec la technologie d'affichage mécanique, le principe de la projection vidéo est la première solution opérationnelle pour visualiser l'image de télévision.

### Les pionniers
Abandonné dans les années 1940, le principe de l'écran de rétroprojection Scophony inventé au tout début des années 1930 combine un dispositif exploitant un fluide, des optiques mobiles et des miroirs rotatifs motorisés et synchronisés.
Dès l'apparition des premiers téléviseurs cathodiques noir et blanc, le principe de la rétroprojection vidéo est employé, avec l'utilisation d'un meuble renfermant l'électronique, comprenant un panneau avec miroir, pouvant être rabattu lorsque la télévision n'est pas utilisée.

### Années 1930: agrandir l'image de télévision affichée
L'avantage principal du rétroprojecteur concerne la possibilité d'offrir une dimension d'image supérieure à celle affichée par un écran cathodique dont la taille est alors bien plus réduite en raison de limites techniques et de contraintes industrielles.
Le principe de la rétroprojection vidéo est développé dès les années 1930, notamment en Angleterre par l'ingénieur John Logie Baird. L'utilisation du miroir est reprise dans certains téléviseurs dotés d'un écran fixe translucide en verre dépoli, sur lequel l'image de l'écran est projectée.

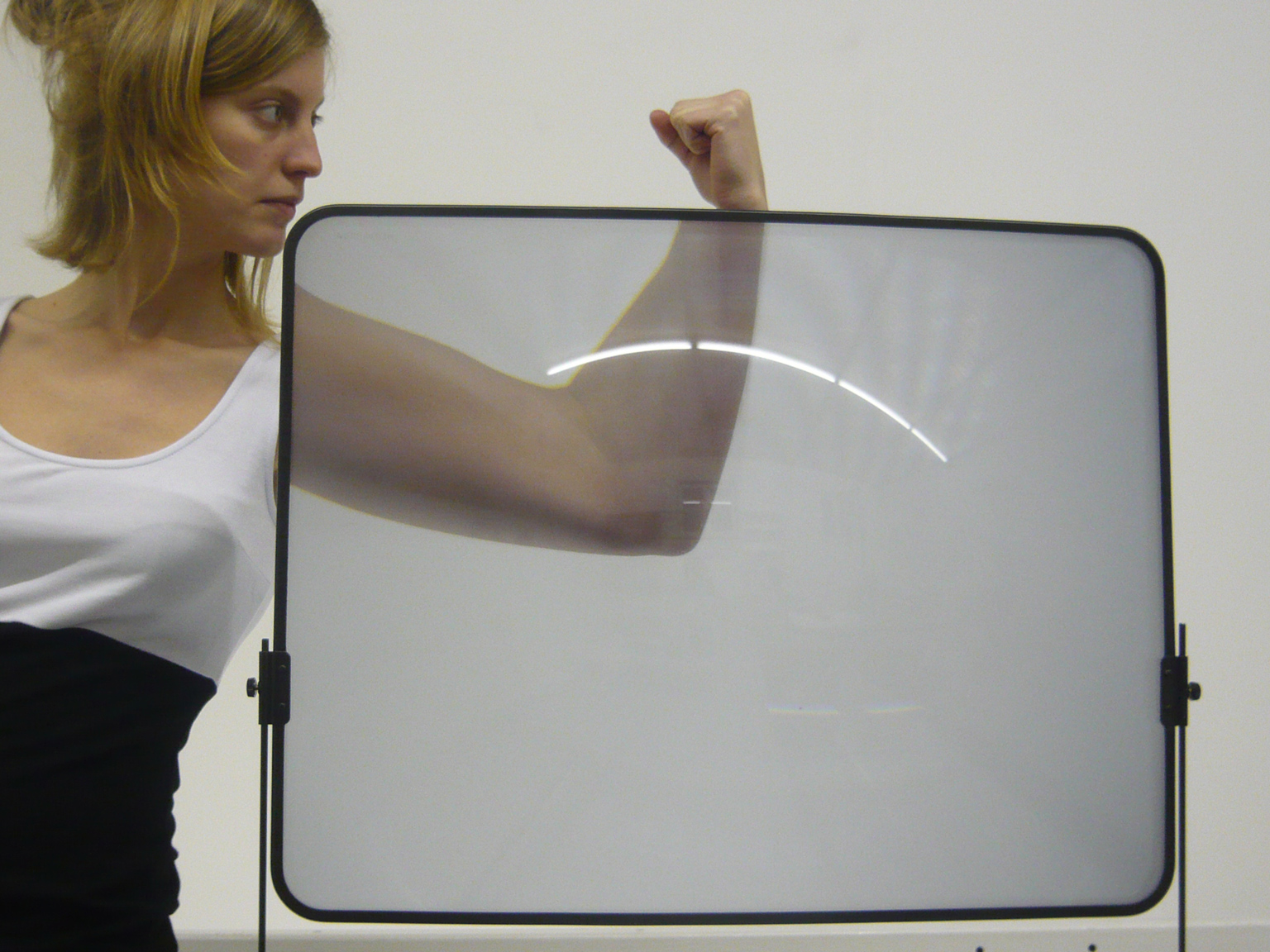
Une optique de type lentille de Fresnel placée à l'arrière de l'écran dépoli de certains appareils permet d'augmenter la taille de l'image de télévision affichée.

En 1937, La marque Philips commercialise deux modèles de rétroprojecteurs sous la référence Téléviseur VI et Téléviseur 61. L'année suivante, le britannique Baird lance son modèle T-19 pour afficher une taille d'image similaire.
Toujours en 1938, l'Allemand Fernseh A. G. commercialise son premier modèle de rétroprojecteur sous la référence Projektionsfernseher.
En 1944, le fabricant Américain Bell & Howell commercialise le rétroprojecteur modèle nommé TRK-121944.
Pour la marque Royal Television, l'ingénieur britannique Henry Mitchell lance à partir de 1947, une série de rétroprojecteurs également équipés de récepteurs radio.
En 1946, pour la première fois, le constructeur américain  General Electric dévoile un prototype de rétroprojecteur couleur, le Model 950 - Columbia CBS.

### L'arrivée de la couleur
Jusqu'aux années 1990, la technologie exploitée pour le rétroprojecteur couleur consiste à combiner trois sources lumineuses cathodiques, pour chaque couleur primaire rouge, vert et bleu.

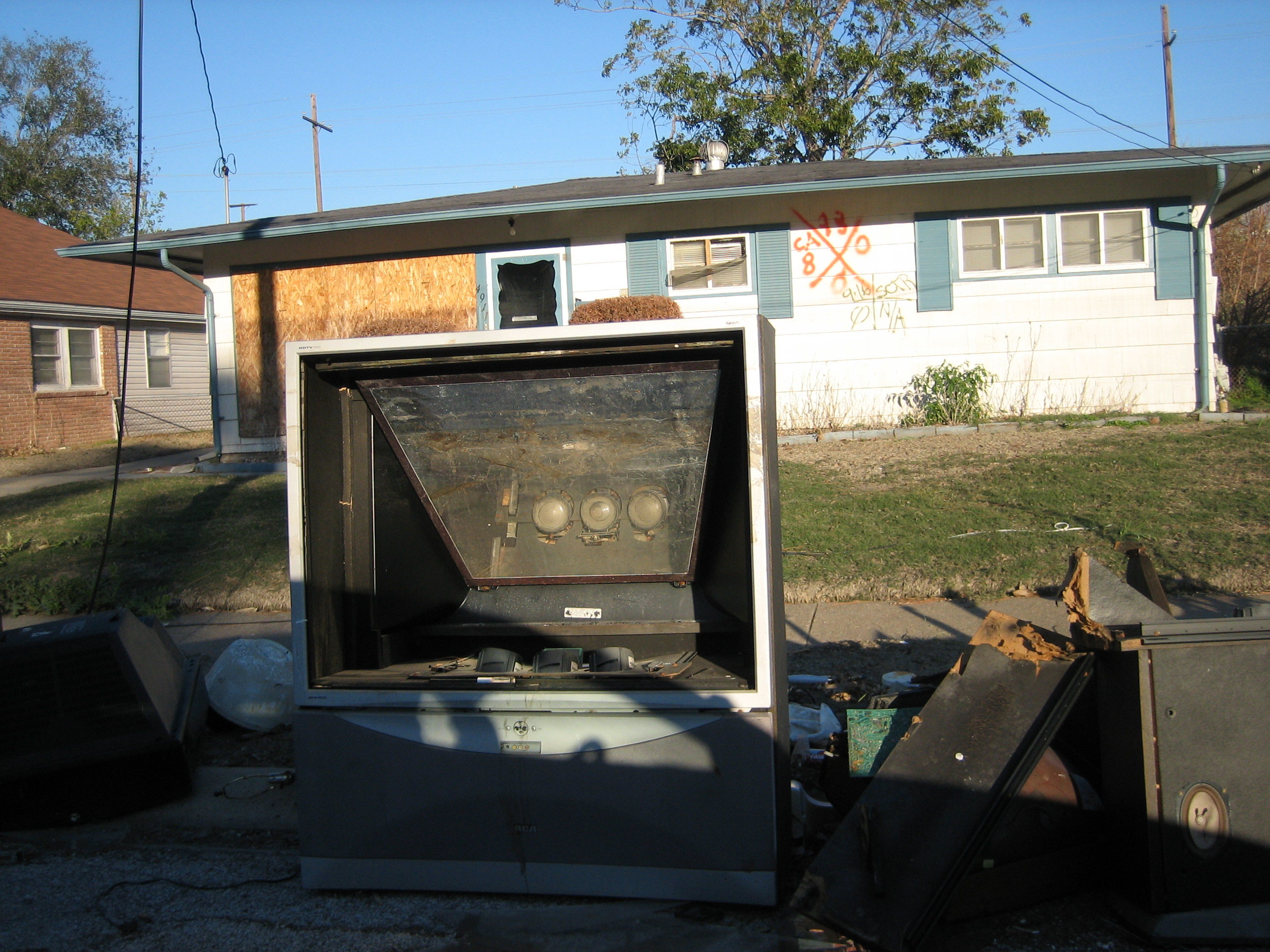
Ce téléviseur partiellement détruit en 2005, permet de voir à l'intérieur, le miroir principal ainsi que les trois sources lumineuses RVB qui projettent et recomposent l'image en couleur.

À partir des années 1970, accompagnant le succès populaire de la télévision, certains fabricants commercialisent des rétroprojecteurs à écrans géants en couleur.
En 1978, le fabricant américain General Electric lance un ensemble combinant un rétroprojecteur géant et un magnétoscope.
Les décennies 1980 et 1990 marquent l'apogée des écrants géants rétroprojecteurs, accompagnant la multiplication des chaînes, le succès du magnétoscope, du Laserdisc, des jeux vidéo, du home cinéma et de la qualité offerte par la télédiffusion par satellite ou par câble. Ainsi, au tout début des années 1980, la marque américaine Zenith propose un écran atteignant 45 pouces de diagonale.

### L'apogée du «Home Cinema»
Annoncé pour l'année 1996, le Japonais Toshiba lance en Europe, un modèle de rétroprojecteur à affichage vidéo doublé à 100 Hz.

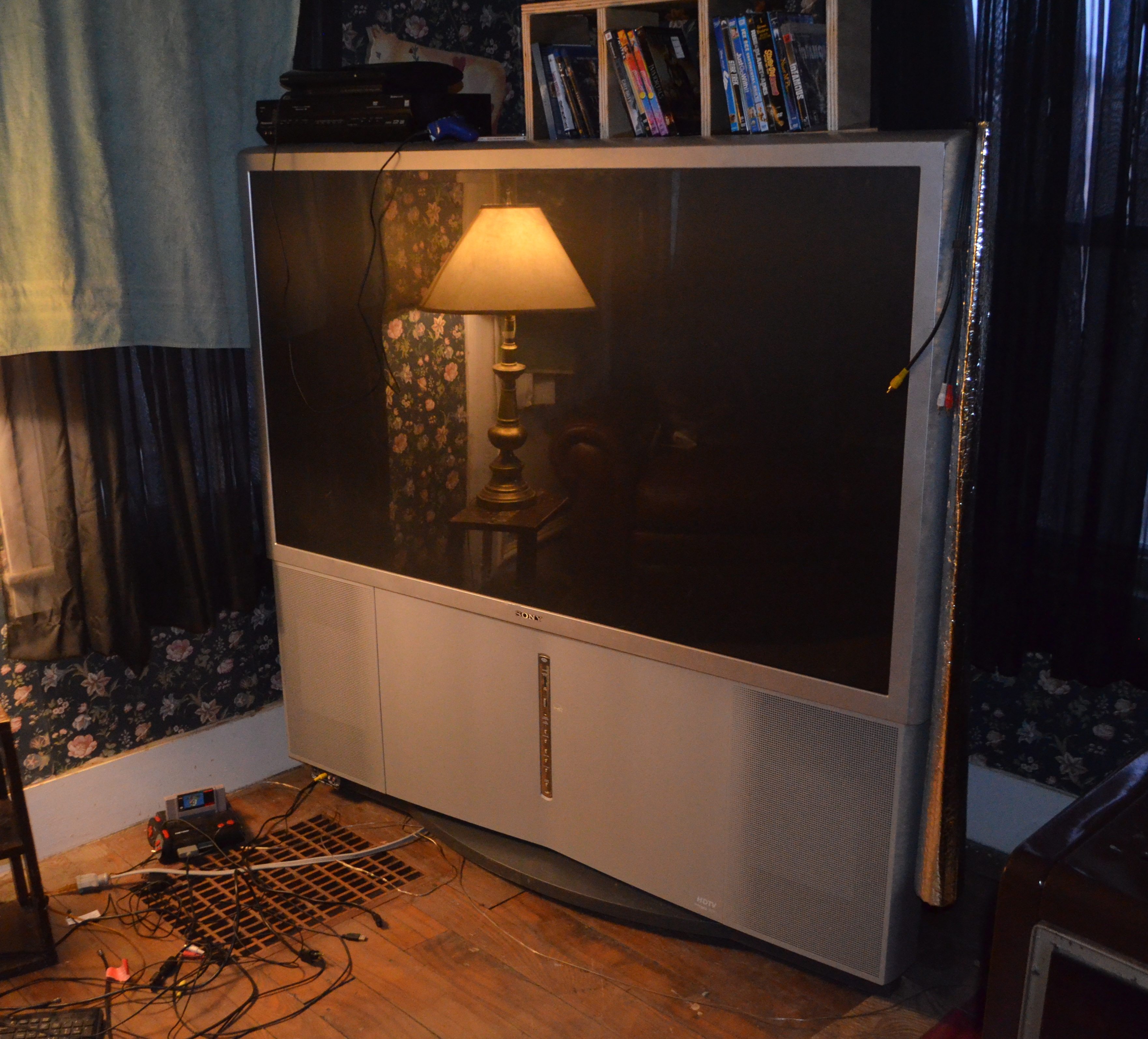
Rétroprojecteur géant de marque Sony, en 2005.

Certaines marques comme Sony, Pioneer, Toshiba, RCA, Samsung, Zenith, Mitsubishi ou encore les Français Thomson et Sagem continuent de proposer des rétroprojecteurs jusqu'au milieu des années 2010. 

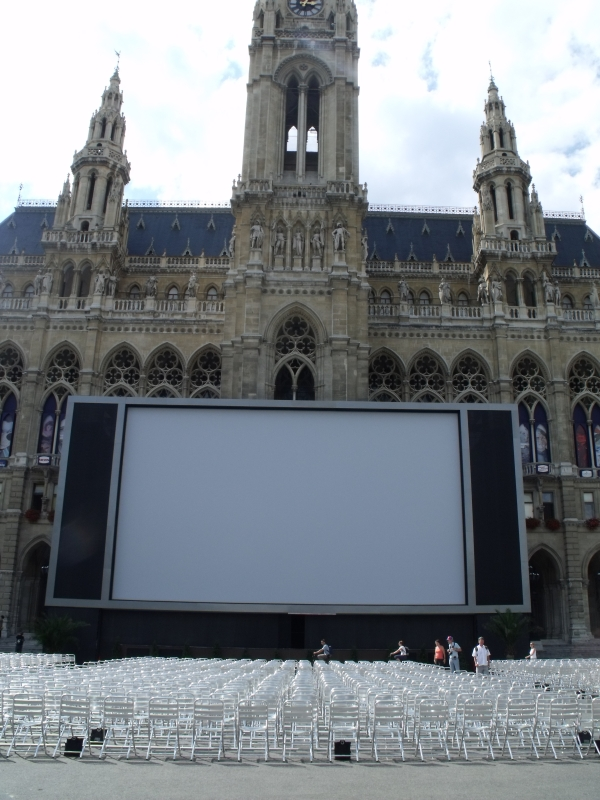
Rétroprojecteur professionnel géant, lors d'un festival à Vienne, en 2012.

En 2007, le japonais JVC commercialise un très coûteux rétroprojecteur géant de 110 pouces mais la même année, le japonais Toshiba déclare abandonner la fabrication des rétroprojecteurs, suivi fin 2012, par le fabricant japonais Mitsubishi, lequel arrête la technologie pourtant récente DLP dans ces appareils.

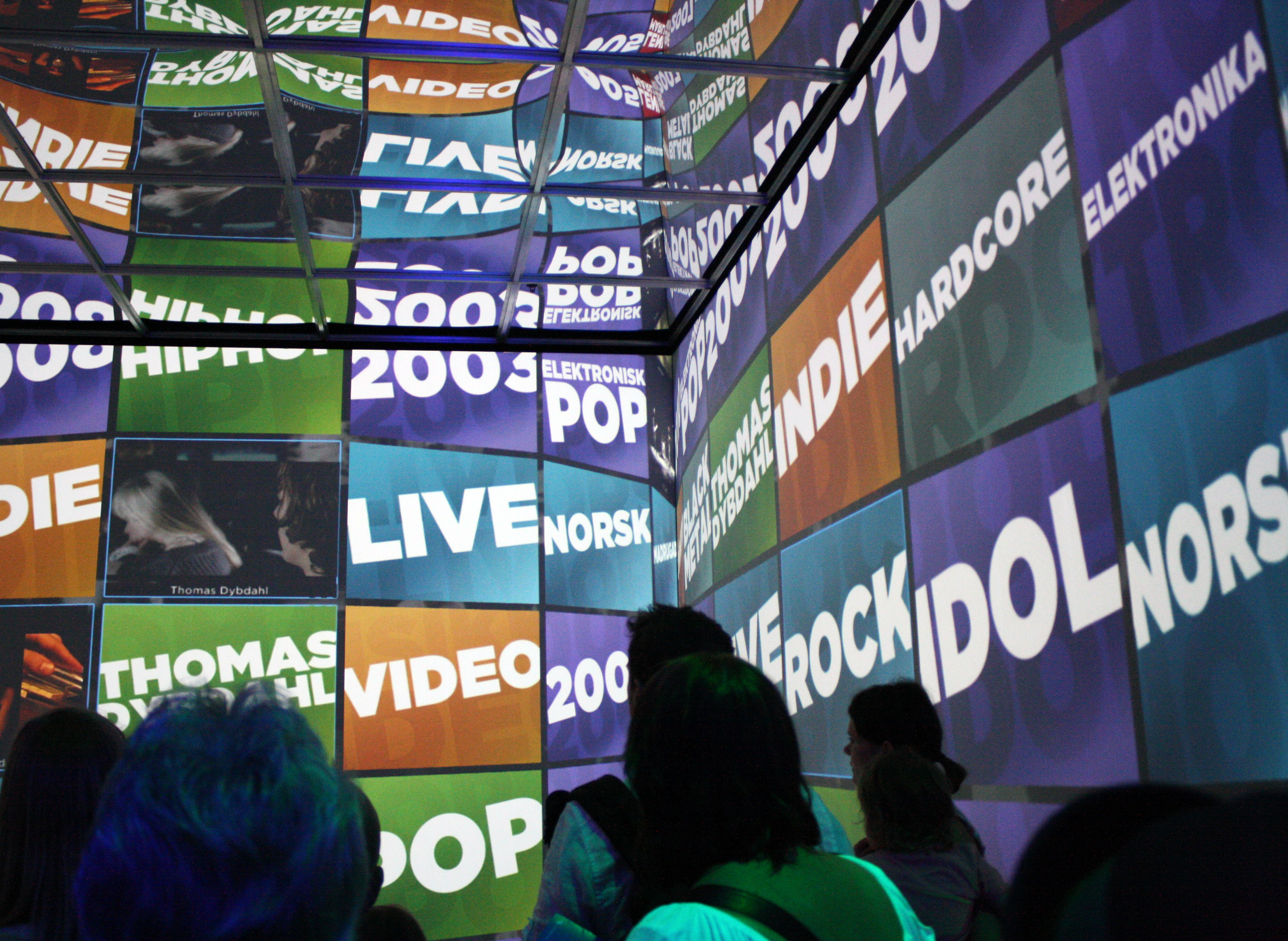
Jeu vidéo interactif à taille humaine en Norvège en 2010, combinant des rétroprojecteurs.

Les appareils de rétroprojection restent toutefois exploités pour les domaines du grand spectacle, de la production d'émissions de télévision en plateau, de l'événementiel ou des parcs de loisirs. Certaines marques professionnelles comme Barco notamment, continuent ainsi à commercialiser des rétroprojecteurs géants ou des murs d'image vidéo combinant une série de rétroprojecteurs joints.